# Ласло Деак
Ласло Деак (угор. Deák László; 7 січня 1891 — 5 листопада 1946) — угорський офіцер, полковник угорської армії (1942), оберфюрер військ СС (1944).

## Біографія
Закінчив Військову академію Святого Людовіка. 18 серпня 1912 року вступив в австро-угорську армію. Учасник Першої світової війни. Після війни вступив в угорську армію. В 1941 році командував 9-м піхотним полком. Учасник каральних операцій проти партизані і місцевого населення на Балканах. За особливу жорстокість щодо місцевого населення заарештований військовою владою, проте зміг втекти до Німеччини. В 1944 році вступив у війська СС і повернувся в Угорщину у складі німецьких окупаційних військ. В жовтні-листопаді командував бойовою групою «Деак», з листопада — 61-м гренадерським полком СС. Одночасно з 22 по 29 січня 1945 року — командир 26-ї гренадерської дивізії військ СС. В кінці війни капітулював, переданий югославській владі. На процесі Військового трибуналу у Воєводині визнаний винним в страті 5 000 євреїв і сербів у Нові-Саді і Бачці в 1942 році і 31 жовтня 1946 року засуджений до старти. Повішений. 

## Нагороди
- Орден Залізної Корони 3-го класу з військовою відзнакою і мечами
- Хрест «За військові заслуги» (Австро-Угорщина) 3-го класу з військовою відзнакою і мечами
- Пам'ятна військова медаль (Угорщина) з мечами